# きゃらめる・キッス
『きゃらめる♥キッス』は、八神千歳による日本の漫画作品。

## 概要
「ちゃお」（小学館）2006年9月号から2008年3月号にかけて、計3シリーズ、全19話掲載された。
細かく分けると、次の通りになる。
- きゃらめる♥キッス（ちゃお2006年9月号 - 2007年2月号）
- きゃらめる♥キッスChu!（チュッ!）（ちゃお2007年3月号 - 7月号）
- きゃらめる♥キッスSweet!（スイート!）（ちゃお2007年8月号 - 2008年3月号）

## あらすじ
狼男・リクと結婚することになった魔女・める。しかし、魔法使い・カナメがかけた魔法が、ふとした事からめるにかかってしまい、彼女は子供の姿にされてしまう。だが、この出来事は、めるの身に次々とふりかかる、数多くの災難と苦難のほんの序章に過ぎなかった。

## 登場人物
める
16歳（実年齢）の魔女の女の子。
恋人のリクのことが大好き。人間界では「奇屋羅める（きやら める）」と名乗る。
リクとの結婚式の際、魔法使いのカナメが張った結界に誤って足を踏み入れてしまい、子供の姿となってしまう。
1年間もリクに会えない日が続いても、決してめげない前向きで頑固で明るい性格。しかし、不機嫌な時は目が途轍もなく怖くなる。
リク
16歳の狼男。
恋人のめるのことが大好きだったが、人間界に行ってしまうと、めるとの記憶がなくなってしまう。
相当な美男子で、魔法学園や人間界の学園の女子から、絶大な人気を浴びる。
普段は優しい性格だが、月を見るとワイルドな（める曰く）キケンな狼に変身してしまう。
人間界では、橘まりあの家に居候していた。
メグ
吸血鬼の女の子。諦めが早い性格。
兄のアキトのことが好きだったが、次第にリクに想いを寄せるようになる。
アキト
吸血鬼の男の子。生徒会の副会長をしている、眼鏡をかけた美形。
魔女の血に興味がある。番外編では、「ワインは熟したものは美味しい」ということから、めるの祖母の165年もの血（？）をメグからプレゼントされた。
カナメ
魔法使いの男の子。童顔だが、自己中心的かつワガママな性格。
使い魔のるるぽんを見捨て、人間界に彼女探しの旅に出る。
めるやるるぽんには弱い一面もある。その分、リクには反発する。
魔界で彼女ができたらしい。
るるぽん
カナメの使い魔。
「ヘイヘーイ」が口癖の、お気楽な性格。
めるとは、何だかんだ言っても、比較的仲良し。
めるのおばあちゃん（名前不明）
165歳のめるの祖母。魔法のことにかなり詳しい。
「人間界の人達の手によって、魔界人が殺された」と母から聞いたことがあるらしい。
橘 まりあ（たちばな まりあ）
女系一族・橘家の一人娘。眼鏡を外すと美少女。
リクを手に入れるため、めるを犠牲にしてもあらゆる卑怯な手段をこなそうとする。
おふざけ程度でリクを煽ることが多い。
悠（ゆう）
人間界の男の子。炎を操る能力の持ち主。
めるのことが好きで、人間界に初めて来た彼女が柄の悪い男に捕まりそうになった時や転校早々にクラスの女子達から嫌がらせを受けていた時など、度々めるを助けていたが、身を引いた。
望（のぞむ）
人間界の男の子。治癒能力の持ち主。軽薄な性格で、ナンパ癖がある。
歩夢（あゆむ）
人間界の男の子。記憶を消す能力の持ち主。
望曰く「可愛い」。自分たちの正体が他人にバレることを恐れている。

## 書誌情報
- 八神千歳『きゃらめる♡キッス』小学館〈ちゃおコミックス〉、全4巻
  1. 2007年3月 第一刷発行、ISBN 9784091308184
  2. 2007年7月 第一刷発行、ISBN 9784091312273
  3. 2008年1月 第一刷発行、ISBN 9784091314987
  4. 2008年4月 第一刷発行、ISBN 9784091316981